# TJ
TJ (до 19 ноября 2014 года — TJournal) — российское интернет-издание и агрегатор новостей, существовавшее с 2011 по 2022 год. С 2014 года входило в издательский дом «Комитет». Тематика новостей — социальные сети, блоги, законодательство и гаджеты.

## История
Проект появился под именем TJournal, что расшифровывалось как Twitter Journal, так как первоначально сайт ориентировался на агрегацию сообщений из «Твиттера». Вместе с главным редактором Никитой Лихачёвым у истоков проекта стояли Владислав Цыплухин (тогда — руководитель пресс-службы «ВКонтакте»), разработчик Илья Чекальский и дизайнер Александр Веремеев. Позже TJournal начал публиковать собственные новости, а потом стал позиционировать себя как блог-платформу.
В апреле 2014 TJournal вместе с интернет-изданием «Цукерберг позвонит» (ныне — vc.ru) и сервисом для стартапов Spark вошли в состав нового издательского дома «Комитет», объединяющего медийные активы Льва Левиева. Тогда же проект сменил имя на более короткое — TJ. Позднее в состав «Комитета» вошли сайт об игровой индустрии DTF и сервис коротких видео Coub. Все сайты — TJ, VC.ru, DTF и Coub — работают на единой технологической платформе.
В 2019 году Никита Лихачёв покинул пост главного редактора, редакцию возглавил бывший заместитель главного редактора Сергей Звезда, пришедший в TJ в 2016 году.

## Блокировки и конфликты
20 мая 2014 года «Роскомнадзор» внёс статью «Запустился „Google“ для наркотиков и оружия в „глубоком интернете“» в единый реестр информации, запрещённой к распространению в России. В ней описывался доступный только через сеть Tor поисковик Grams, с помощью которого можно искать нелегальные товары, в том числе наркотики и оружие. Статья впоследствии была удалена администрацией сайта.
2 апреля 2015 года главный редактор TJ Никита Лихачёв опубликовал колонку на сайте под названием «Избитая тема» с реакцией на статью журналистки портала W-O-S Анны Жавнерович о избиении её сожителем, в которой Лихачёв раскритиковал журналистку. После возмущения главного редактора портала, 3 апреля Лихачёв опубликовал статью с извинениями.
10 февраля 2022 года сайт издания заблокирован на территории Белоруссии по решению Министерства информации РБ.
14 марта 2022 года сайт издания заблокирован на территории России по требованию Генеральной Прокуратуры РФ за  публикации о вторжении России на Украину.

## Закрытие
22 августа 2022 года администрация сайта объявила о его закрытии в связи с проблемой финансирования проекта после блокировки Роскомнадзором. Последние две недели его возглавляла Дарья Лейзаренко. Проект закрылся 10 сентября 2022 года.